# Bart van Elsland
Bartholomeus Christianus van Elsland (Amsterdam, 7 maart 1954 - Oostenrijk, 31 december 2007) was een Nederlands ondernemer. Hij werd bekend als de oprichter van de bakkerijketen Bakker Bart, daarnaast is hij ook de oprichter van Bart's Bakerstreet (tegenwoordig Bakerstreet) een keten die bij diverse Texaco tankstations, Praxis en een paar eigen winkels in Nederland en België is te vinden 
Zijn eerste Bakker Bart winkel opende hij in winkelcentrum Dukenburg in Nijmegen. Van hieruit werd het een franchiseketen met 170 winkels.
In 1999 verkocht Van Elsland Bakker Bart aan de Duitse bakkerijketen Kamps AG. Hij werd hierbij gedeeltelijk in aandelen Kamps betaald. Vanaf 2000 investeerde Van Elsland in de ijs- en chocoladeketen Australian Homemade. Hij was van plan de formule internationaal uit te bouwen tot de Starbucks op ijsgebied, maar schoof in 2006 zijn aandelen door aan onder andere Archand, een Luxemburgs investeringsvehikel van Dik Wessels.
Bart van Elsland overleed op oudejaarsdag 2007 op 53-jarige leeftijd aan een hartaanval, tijdens een wintersportvakantie in Oostenrijk. Hij werd begraven op de begraafplaats Jonkerbos te Nijmegen.